# Pléiades (műhold)
A Pléiades földmegfigyelő műholdakat polgári és katonai célokra a francia–olasz ORFEO (Optical and Radar Federated Earth Observation) program keretében 2001 és 2003 között tervezték. A két műholdból álló konstelláció tagjai a 2011. december 16-án és a 2012. december 2-án pályára állított Pléiades–1A és Pléiades–1B.

## Küldetés
A dinamikus és programozható képkészítés alkalmassá teszi arra, hogy a felhasználók rendkívül rövid idő alatt kaphassák meg a kért felvételeket. Ezért és a szupernagy térbeli felbontásnak köszönhetően az adatok felhasználása nagyon sokrétű. A területrendezésben a segítségükkel kisebb méretű objektumok, mint pl. utak, épületek és a köztük lévő távolságok detektálhatók, a mezőgazdaságban meghatározhatók a növényi betegségek és becsülhetők a terméshozamok, a hidrológiában a vízgyűjtőkről, az erdőgazdálkodásban pedig az illegális fakitermelésről szolgáltathat információt. A tengeri és tengerparti megfigyelésekben a vízben lévő szennyeződések (pl. olajfoltok), a hajófelderítések és a kikötők térképezésében használják. Továbbá alkalmazzák a védekezésben és a katasztrófavédelemben is.

## Története
A Pléiades–1A műholdat 2011. december 17-én bocsátották fel egy Fragat végfokozattal ellátott Szojuz SZT–A hordozórakéta segítségével a Francia Guyanaban található Guyana Űrközpontból. A küldetés keretében 6 db űreszközt állítottak pályára, a Pléiades–HR1-et, a 4 db mikroműhold konstellációjából álló ELISA-t (Electronic Intelligence Satellite) és az SSOT (Sistema Satelital para Observación de la Tierra) chilei műholdat. A Pléiades–1B-t hasonlóan egy Szojuz hordozórakétával 2012. december 2-án indították a világűrbe a Francia Guyanaban található Guyana Űrközpontból.

## Jellemzői
A műholdakat 5 éves életciklusra tervezték, amit már jelentősen meghaladtak. A két egymással 180°-os szöget bezáró napszinkron pályán keringő űreszköz visszatérési ideje 14-15 nap, egy műhold esetén ez 26 nap. A szenzor 30°-os megdöntésének köszönhetően ez az érték 5 napra, két eszköz esetén 4 napra csökkenthető. A felvételeket 20 km szélességű sávban készítik. Naponta 300 képet képes készíteni egy műhold, és a globális lefedettség 2 nap alatt (47°-os látószög mellett) megvalósítható. A Pléiades hatalmas újítása volt, hogy sztereó és tri-sztereó felvételezésre képes szupernagy térbeli felbontás mellett.

## Szenzorok
A push-broom technológiára alapuló High–Resolution Imagery (HiRI) szenzort a Thales Alenia Space építette. A push-broom szenzorok a képi információt a haladási pályájuk sávjában soronként gyűjtik, és a műhold előrehaladásával újabb sorok kerülnek felvételezésre. A tervezésekor a nagy térbeli felbontású és magas geometriai pontosságú multispektrális képkészítést tartották szem előtt. A műholdon elhelyezett szenzor a látható fény, a közeli infravörös és a pánkromatikus tartományokban készít képeket.
| Spektrális sávok  | Hullámhossz      | Térbeli felbontás |
| ----------------- | ---------------- | ----------------- |
| Pánkromatikus     | 0,480 – 0,830 µm | 0,7 m             |
| Kék               | 0,430 – 0,550 µm | 2,8 m             |
| Zöld              | 0,490 – 0,610 µm | 2,8 m             |
| Vörös             | 0,600 – 0,720 µm | 2,8 m             |
| Közeli infravörös | 0,750 – 0,950 µm | 2,8 m             |